# Leucospis aliena
Leucospis aliena är en stekelart som beskrevs av Boucek 1974. Leucospis aliena ingår i släktet Leucospis och familjen Leucospidae. Inga underarter finns listade i Catalogue of Life.